# Friedrich Wilhelm Raiffeisen

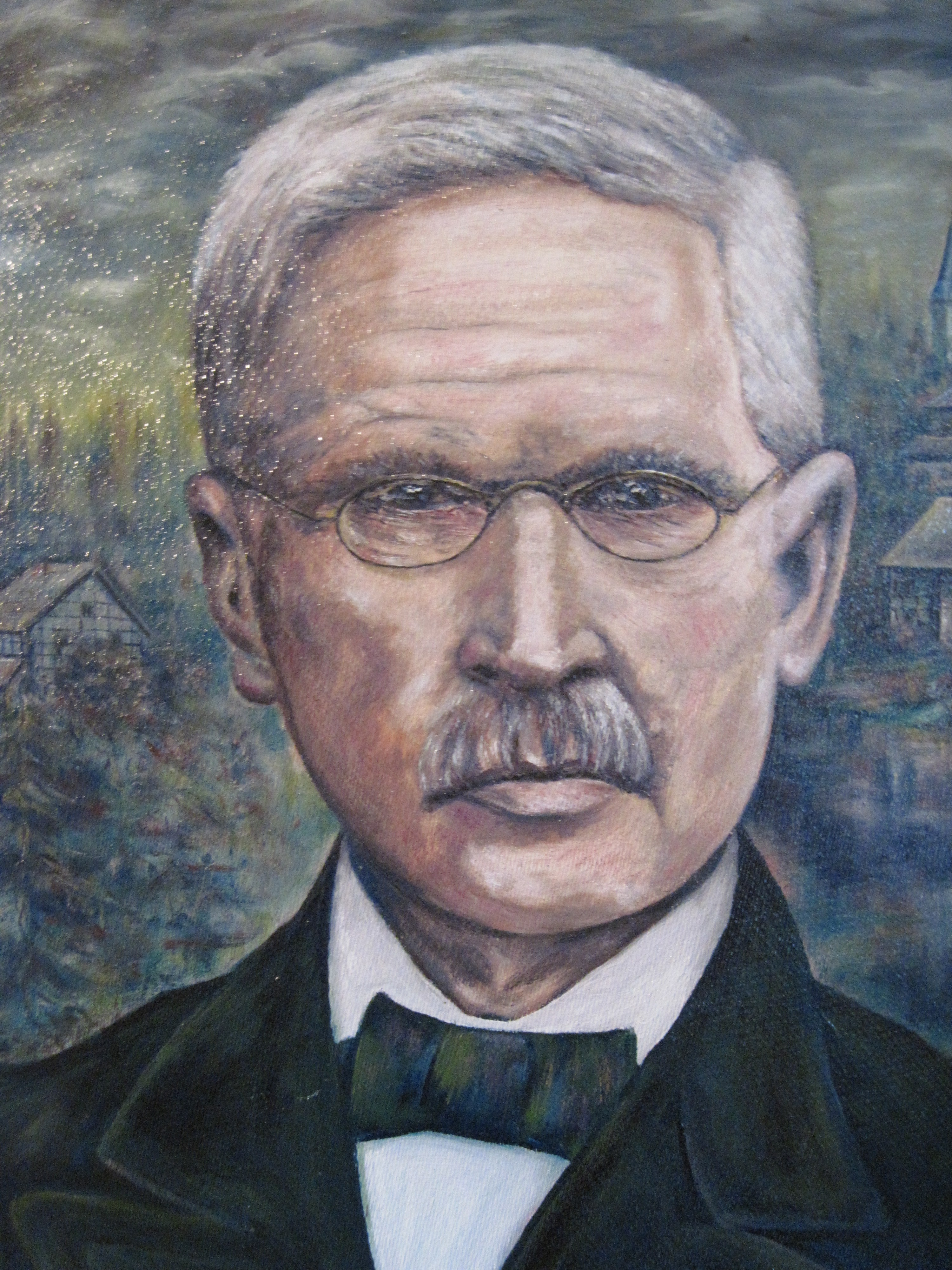
Friedrich Wilhelm Raiffeisen

Friedrich Wilhelm Raiffeisen (Hamm, 30 maart 1818 – Heddesdorf, 11 mei 1888) was een Duits burgemeester en stichter van een coöperatieve organisatie.

## Biografie
Gedurende zijn leven was Raiffeisen burgemeester van verschillende plaatsen: van 1845 tot 1848 van Weyerbusch/Westerwald, vanaf 1848 van Flammersfeld/Westerwald en in de periode 1852-1865 van Heddesdorf.

## Werk
Gedurende zijn periode als jonge burgemeester van Flammersfeld kwam Raiffeisen met het idee van coöperatieve zelfhulp. Hij kwam hiertoe na het aanschouwen van de armoede onder de boerenbevolking, die vaak in de greep van woekeraars was. Om in de nood van de arme boerenbevolking te voorzien, richtte hij onder meer een liefdadigheidsvereniging op. Gaandeweg kwam hij echter tot het besef dat voor duurzame verbeteringen zelfhulp meer zin had dan charitatieve ondersteuning. Daarom vormde hij in 1864 zijn liefdadigheidsvereniging om in een boerenleenbank. Deze Heddesdorfer Darlehnskassen-Verein verzamelde de spaargelden van de inwoners van het platteland om daaruit te voorzien in de behoefte aan krediet. Dit idee kreeg vervolgens in vele landen navolging.